# Madgwick Cars

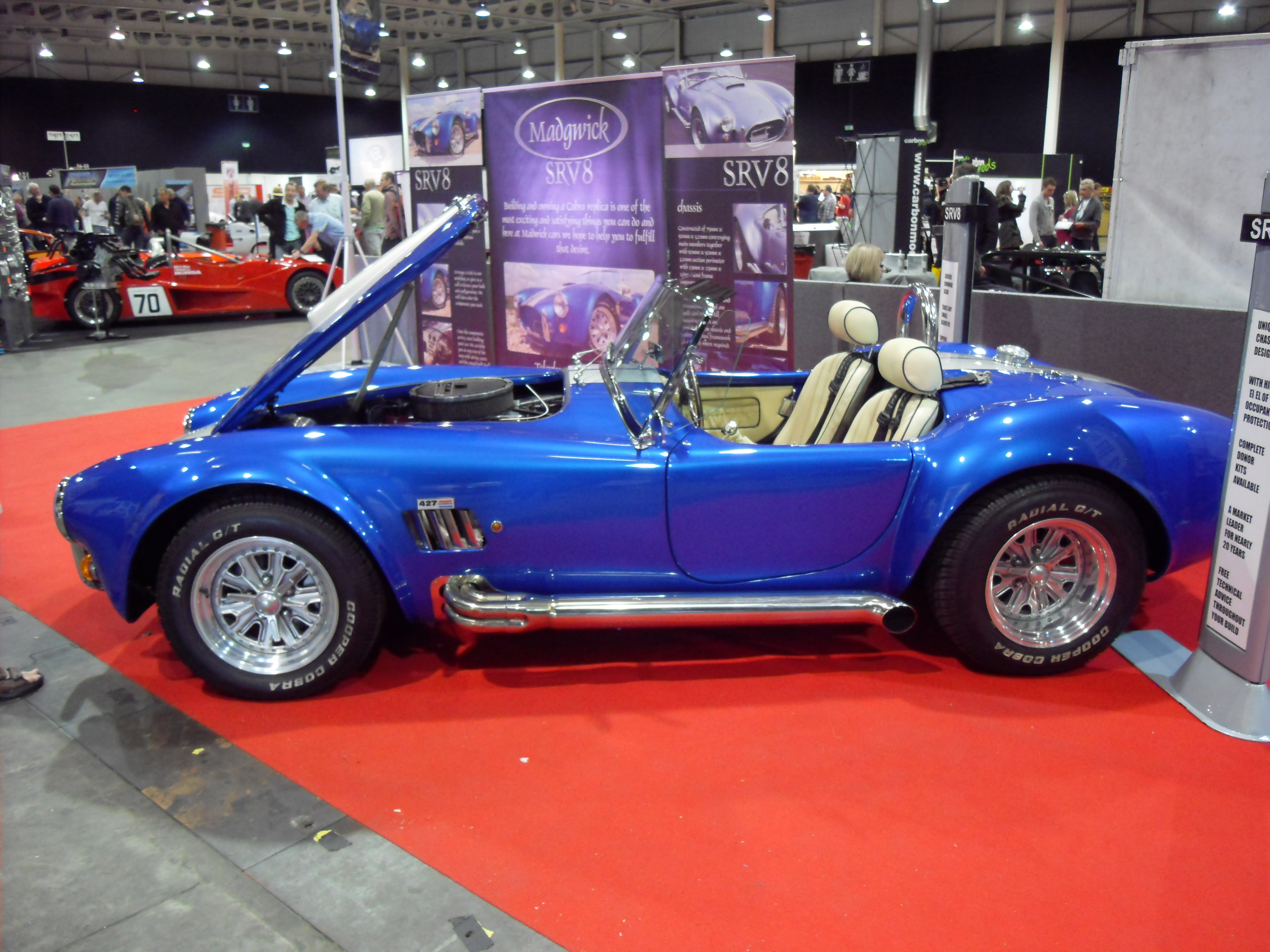
Madgwick

Madgwick Cars ist ein britischer Hersteller von Automobilen.

## Unternehmensgeschichte
Dave Carruthers gründete am 18. Mai 2001 das Unternehmen in Pagham in der Grafschaft West Sussex. Er begann mit der Produktion von Automobilen und Kits. Der Markenname lautet Madgwick.

## Fahrzeuge
Das erste Modell Roadster stand bis 2004 im Sortiment. Dies war ein offener Zweisitzer im Stile des Lotus Seven, aber etwas größer. Üblicherweise trieb ein Vierzylindermotor von Vauxhall Motors die Fahrzeuge an, doch standen auch anderen Motoren zur Verfügung. Von diesem Modell entstanden etwa acht Exemplare.
2003 übernahm Madgwick von Roadcraft UK (zuvor Southern Roadcraft) die Produktion deren Modells SR V8. Dies ist die Nachbildung des AC Cobra. Ein V8-Motor treibt das Fahrzeug an.